# 白腰雨燕
白腰雨燕（学名：Apus pacificus），又名叉尾雨燕，为雨燕科雨燕属的鸟类，夏季在东亚繁殖，而冬季则长途迁徙至东南亚和澳大利亚等地越冬。该物种的模式产地在澳大利亚。此鸟外貌酷似近缘种普通楼燕，与之不同的是腰部有一道白斑。白腰雨燕无两性异形现象，而未成年个体翅膀边缘为白色。白腰雨燕适应多种不同的栖息地，其鸟巢往往位于洞穴、岩缝或是建筑物的边缘，为半圆形，由干草等细小材料混合唾液筑成。其一窝会产下2-3枚蛋。白腰雨燕的蛋为白色，在约17天后孵化。雏鸟会在约40天大时离巢。白腰雨燕多在高空捕猎，几乎只以昆虫为食。目前，白腰雨燕种群庞大、分布广泛，加之人类活动对其影响微乎其微，故无灭绝之虞。IUCN将其评为无危。

## 物种命名
英国鸟类学家约翰·莱瑟姆于1801年在他的著作《鸟类学系统目录补充》中首次描述白腰雨燕。彼时虽雨燕属已由斯科波利从燕属分离，莱瑟姆仍将白腰雨燕划入燕属，给予其学名Hirundo pacifica。其种加词“pacifica”意为“太平洋”:288。该鸟目前的属名Apus则来自于古希腊语，意为“没有脚”，指的是该属鸟类因长期滞空飞行而短而孱弱的腿部:50-51:329。此属名由罗伯特·豪尔（鸟类学家）于1908年在澳大拉西亚皇家鸟类学会的刊物《鸸鹋（期刊）》上首次使用。

## 种系关系
白腰雨燕属雨燕科雨燕属。该属内所有物种均分布于旧大陆，体色偏深，尾部分叉，翅膀末端尖锐:219。白腰雨燕下原有五个亚种，但在2011年其中三个独立为种：分布于青藏高原、喉部有白斑的亚种独立为青藏白腰雨燕；尾叉较浅、筑巢于东南亚北部石灰岩洞穴中的亚种独立为印支白腰雨燕；白斑较细、分布于喜马拉雅山脉的亚种则独立为布氏白腰雨燕。白腰雨燕现存的两个亚种则是广泛分布于东亚各地的指名亚种（A. p. pacificus）以及华南亚种（A. p. kanoi或A. p. kurodae）。2012年的研究指出暗背雨燕与自白腰雨燕拆分出的印支白腰雨燕是近缘种，因此暗背雨燕也应被视为「白腰雨燕复合体」的一个成员，但并未给出其他种系关系相关的见解。

## 特征

### 外貌

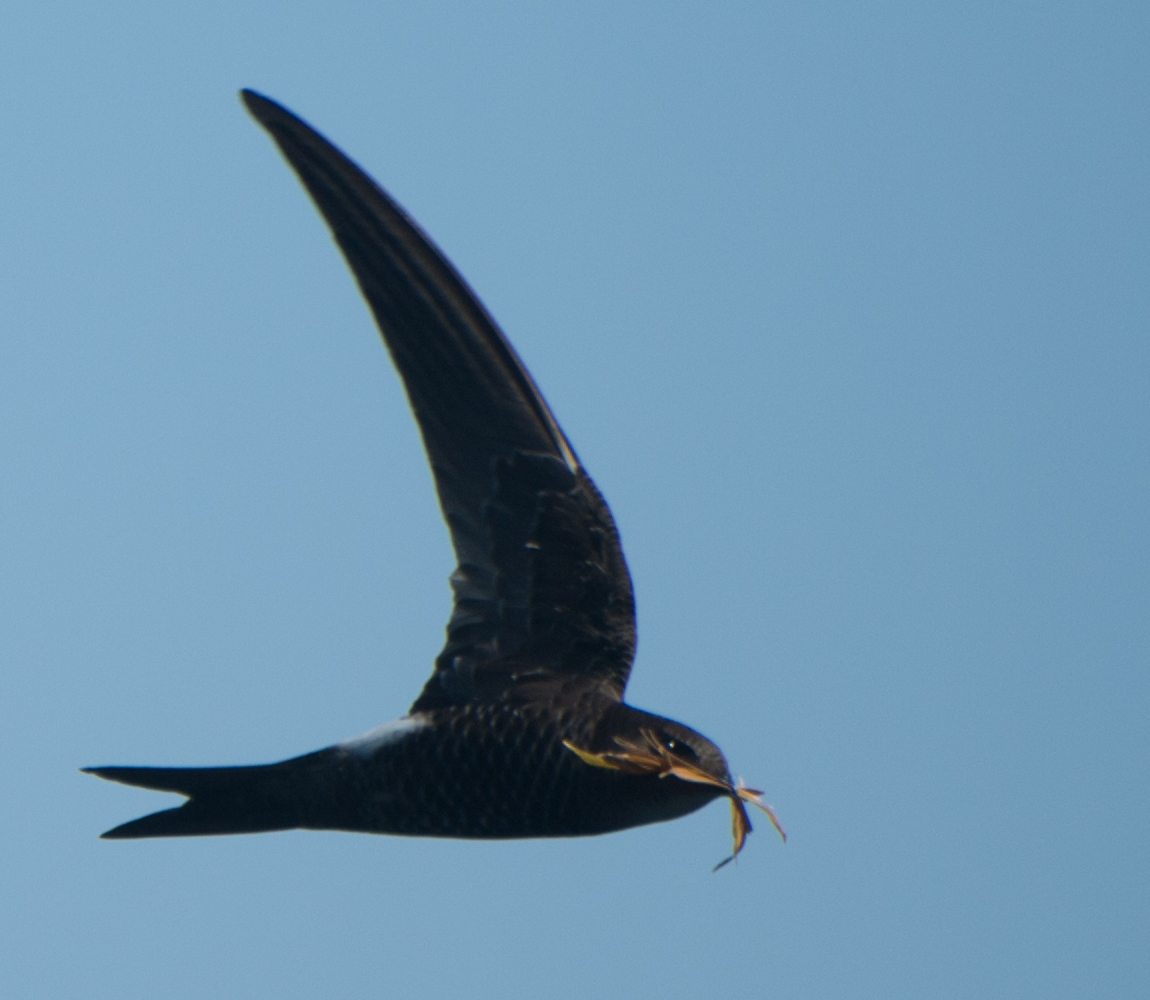
衔着筑巢材料的白腰雨燕，摄于日本

白腰雨燕为雨燕属下最大的物种，总长17—18厘米:235-237，翼展43—54厘米:272。雌性平均体重为44.5公克；雄性略轻于雌性，仅重约42.5公克:455。白腰雨燕酷似同属的普通楼燕，即翅膀长而尖，尾部有分叉。不过，比起普通楼燕，白腰雨燕翅膀略长，头部更为突出，尾部分叉更深，而腰部也更为宽大。白腰雨燕腹部为纯黑色，但因其羽毛边缘为白色，故仰视该鸟时其腹部会有鳞状斑纹。该鸟尾部和翅膀上半部亦为黑色，而其翅膀下半部则是褐色:235-237。白腰雨燕瞳孔为褐色，喙部较短，为黑色。其腿部极短，亦为黑色:272。该鸟的腰部有一道白色斑纹：指名亚种的这道斑纹一般宽20毫米，华南亚种则是15毫米。华南亚种的喉部为灰色，腹部亦比起指名亚种要黑:235-237。白腰雨燕雌雄外貌相似，而幼鸟的羽毛边缘则为白色，翅膀上的羽毛尤甚:235-237。白腰雨燕的幼鸟会在首次迁徙前褪去其大部分幼羽，而翅膀上的幼羽则会在抵达越冬地后方会褪去:38-39。
白腰雨燕易与非洲白腰雨燕及前述自该种分离的三种雨燕混淆。比起非洲白腰雨燕，白腰雨燕身体更为细长，尾叉也更深，但区分该种与其前亚种的难度较大，需要非常细致的观察方能做到:235-237。 

### 声音
白腰雨燕常会在其繁殖地附近发出“嘶哩哩哩哩”的颤音或是刺耳的“嘶哔哔”声。其声音大致与普通楼燕相仿，但相比而言更为柔和，喘音也较少:272。越冬地的白腰雨燕则较少发声，但也会发出若干种不同的吱吱声或嗡嗡声:163。

## 物种分布
白腰雨燕分布广泛。其中，指名亚种的繁殖地范围北至鄂毕河流域、堪察加半岛东北、库页岛、千岛群岛等地:235-237，而越冬地则位于澳大利亚，最南可达塔斯马尼亚岛。马来西亚、苏门答腊岛和爪哇岛等马六甲海峡附近地区常会在迁徙季出现大量过境的白腰雨燕:235-237。华南亚种的繁殖地则西至青藏高原、东至日本南部及菲律宾北部。其迁徙距离比指名亚种要短，会在菲律宾、印度尼西亚北部和马来西亚越冬。

### 迷鸟
由于白腰雨燕会进行长距离迁徙且身强体壮，其常会作为迷鸟出现在分布范围以外的地区，如文莱、斯里兰卡、马尔代夫、塞舌尔、麦夸里岛、普里比洛夫群岛和阿留申群岛等地:235-237。2010年加拿大育空地区的观鸟协会曾目击一只白腰雨燕，而南美洲的哥伦比亚在1959年亦有一次记录 。欧洲斯堪的纳维亚和英伦三岛亦有数次迷鸟记录，其中东约克郡附近海域的斯伯恩曾数年均有白腰雨燕出没，有学者认为可能为同一个体。

## 生态与习性
白腰雨燕能适应多种栖息地，其繁殖地从北极圈内的极地环境到华南的亚热带环境都有，可适应海平面到3000米的海拔，亦可生活于城市之中。在越冬地，白腰雨燕则多在低地生活:235-237。当有热气流强劲时，白腰雨燕会成大群飞行，最多可达数千只。白腰雨燕常和白喉针尾雨燕混群觅食或迁徙。同其他多种雨燕一样，白腰雨燕常在没有鸟巢时在空中睡眠，但偶尔会在地面或垂直面上休息。

### 繁殖
白腰雨燕会成群在有遮蔽的岩壁上筑巢，如洞穴、峭壁、岩缝或建筑物边缘。白腰雨燕会在繁殖季于飞行中收集羽毛、干草或其他植物材料，并用口水粘粘以筑巢。其鸟巢悬挂于垂直外立面之上，为半圆形。白腰雨燕一次产卵数量取决于具体繁殖地点，一般为2-3枚卵。在常产3枚卵的地区，偶尔会有白腰雨燕一窝诞下4枚卵。其蛋为纯白色:19，长24—27.5毫米，宽16—17毫米，父母双方均会参与孵化，其孵化期约为17天。刚诞生的雏鸟身无羽毛，亦没有视力。此后，父母双方皆会哺育雏鸟。成鸟会用唾液将猎物黏成团状后喂给幼鸟:32-35。白腰雨燕的幼鸟平均离巢时间为40.5天:19,235-237。

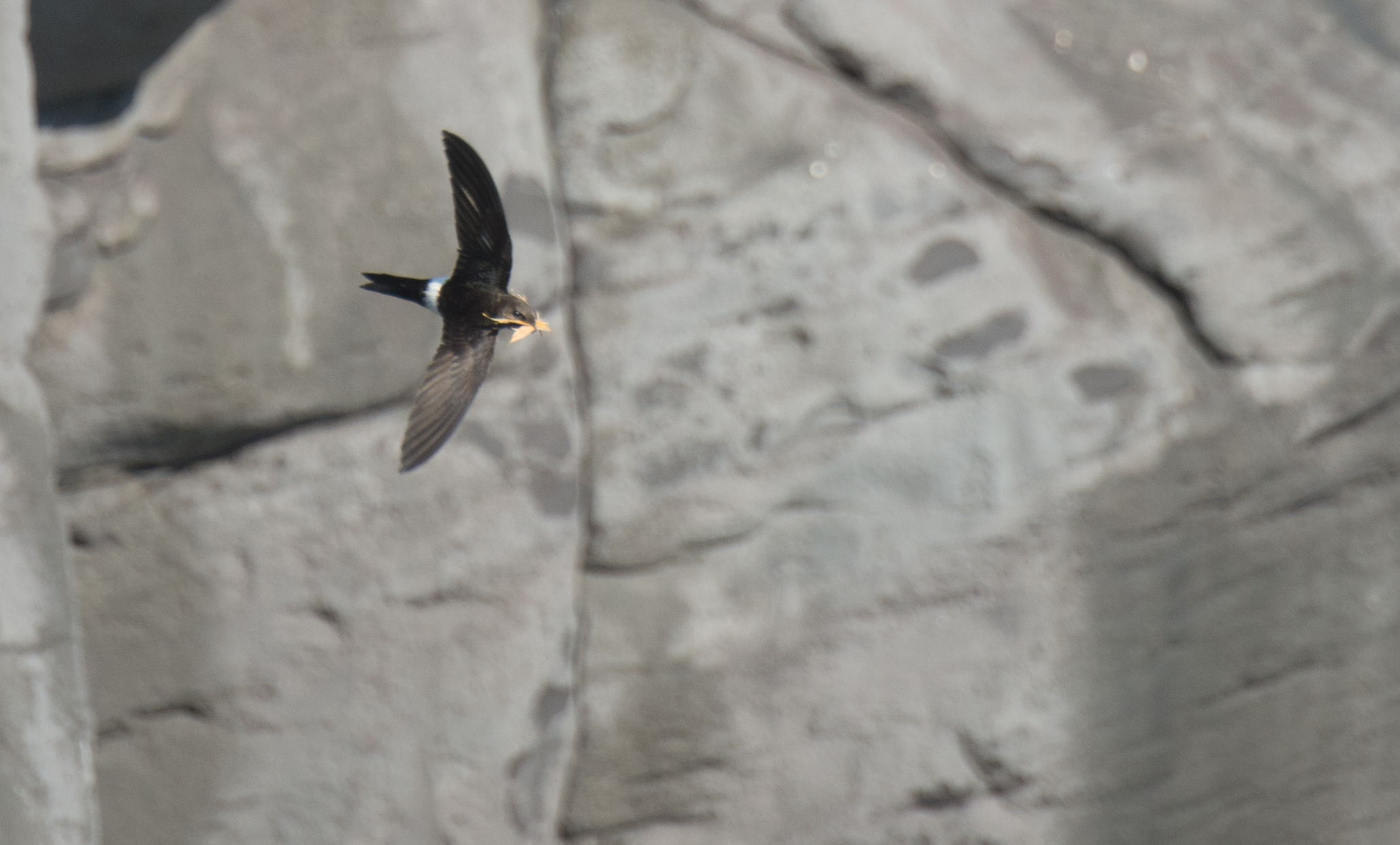
衔着筑巢材料的白腰雨燕，摄于日本一处海崖

比起其他鸟蛋大小相仿的雀形目鸟类，白腰雨燕一窝的蛋数量更少，雏鸟的发育也更慢。此外，发育中的雏鸟体重可能会重于成年个体。这是因为白腰雨燕的鸟巢一般十分安全，但其觅食难度较高，故采取此种演化策略以使幼鸟可在缺少营养的情况下存活更久。因此，在环境良好时白腰雨燕幼鸟的存活率会非常高。对黄海附近的一处白腰雨燕群落的研究显示63.6%的雏鸟可活到离巢，平均每对白腰雨燕育有1.24只不夭折的雏鸟:235-237。

### 捕食
白腰雨燕以空中飞行的昆虫为食，例如白蚁、蜜蜂、黄蜂、蛾与蝇。由于其捕食的许多昆虫为害虫，白腰雨燕或对各地的农业生产有裨益。白腰雨燕常在300米的高空觅食，在天气糟糕的情况下则有可能在低空觅食。其觅食高度一般会高于该地区的其他鸟类，仅有白喉针尾雨燕会与其在相同高度觅食。由于低气压区的升力更强且昆虫多离地飞行，白腰雨燕偏好在此活动:235-237。白腰雨燕会成群在昆虫群中盘旋觅食。其觅食时的鸟群大小一般为数十或数百只，但在澳大利亚曾出现过上万的大型鸟群。西伯利亚的白腰雨燕会在黄昏时觅食，有时甚至会迟至午夜:235-237。在菲律宾曾有白腰雨燕与蝙蝠一同飞行的记录。

### 天敌
白腰雨燕极其敏捷，仅有燕隼、猛隼等猛禽可捕食该鸟。其鸟巢亦常建于垂直面高处，故蛇类等陆地掠食者往往难以捕食其鸟蛋或雏鸟:36-37。

### 寄生虫
白腰雨燕的寄生虫包括有羽毛中的螨类Eustathia cultrifera、Chauliacia canarisi與C. securigera、吸食血液的前气门亚目螨类、虱蝇和臭虫。其肠道内则会有戴文绦虫寄生。

## 种群情况
白腰雨燕的分布范围极为广泛。虽目前无其种群的详细数据，但鉴于该鸟常见于繁殖地且无下降趋势，IUCN将其评为“无危”。白腰雨燕既不依赖特定的栖息地，也不易被天敌捕食。虽然会有个体在长途迁徙中遇难或迷失 ，但总的来看白腰雨燕仍颇为长寿。其近亲普通楼燕可活到21岁:36-37。